# 네트 (드라마)
네트(The Net)는 1998년 7월 19일부터 1999년 3월 27일까지 방영된 텔레비전 시리즈이다. 동명의 영화를 바탕으로 하고 있다.